# カレイドスコープ (joyのアルバム)
カレイドスコープは、joyの1枚目のフルアルバム。2012年11月7日にFifty Four Soundsから発売。

## 解説
- メジャーデビュー後、初のアルバムリリースとなる。
- アルバムタイトルが先に決まり、それに合った楽曲が選ばれた。

## 収録曲
（全作詞・作曲：天田優子、編曲：joy）
1. feedback loop （3:37）
2. resist （3:34）
3. アイオライト （4:37）
メジャーデビュー曲。
4. ナイトディメンション （1:17）
ゲーム「NiGHTS」の世界をイメージして書かれた。[1]
5. メイルシュトローム （4:32）
6. 時色 （4:01）
7. クレーエ （5:08）
クレーエはドイツ語でカラスの意。
8. #515151 （3:14）
9. ジニア （4:44）